# 腰林毛都镇
腰林毛都镇，是中华人民共和国内蒙古自治区通辽市科尔沁左翼中旗下辖的一个乡镇级行政单位。蒙古语“腰勒”意思是狗头雕，“毛都”是树，“腰林毛都”即有雕的树。相传该地北面有两棵大树，有一对老雕常栖息在树上，故得名。

## 行政区划
腰林毛都镇下辖以下地区：
中腰林毛都嘎查、北哈拉吐嘎查、南哈拉吐嘎查、六家子嘎查、西七家子嘎查委员会、忙森套布嘎查、北腰林毛都嘎查、西腰林毛都嘎查、东腰林毛都嘎查、北塔林艾勒嘎查、西塔林艾勒嘎查、南塔林艾勒嘎查委员会、腰斯吐嘎查、瓜毛都嘎查、敖木罕查干嘎查、南哈拉图达嘎查、北哈拉图达嘎查、东哈拉图达嘎查、巴彦套海嘎查、尚乃茫哈嘎查、南腰林毛都嘎查、查干花嘎查、车家子嘎查、东七家子嘎查委员会、特斯格花嘎查、塔林艾力嘎查委员会、敖恩套布嘎查、代力吉嘎查委员会、道伦套布嘎查、巴彦花嘎查、白菜营子嘎查、良种场、都西庙水库村、东苏林场一分场、东苏林场二分场、东苏林场三分场、东苏林场四分场和东苏林场五分场。